# Iphiaulax javanicola
Iphiaulax javanicola är en stekelart som beskrevs av Cameron 1912. Iphiaulax javanicola ingår i släktet Iphiaulax och familjen bracksteklar. Inga underarter finns listade i Catalogue of Life.